# Суперкубок Монголії з футболу 2023
Суперкубок Монголії з футболу 2023  — 13-й розіграш турніру. Матч відбувся 30 липня 2023 року між чемпіоном і володарем кубка Монголії клубом Улан-Батор та віце-чемпіоном Монголії клубом Дерен.
| Володар Суперкубка Монголії 2023 |
| -------------------------------- |
|                                  |
| Дерен Другий титул               |

## Матч

### Деталі
| 30 липня 2023 14:00 (EEST) |

| Улан-Батор   | 1:2 | Дерен                          |
| ------------ | --- | ------------------------------ |
| Теофанов 57' |     | Менх-Оргіл 17' Усух-Іредуй 35' |

| Футбольний центр МФФ, Улан-Батор |